# Oscar Sinigaglia
Pour les articles homonymes, voir Sinigaglia.
Oscar Sinigaglia (Rome, 31 octobre 1877 - Rome, 30 juin 1953) est un ingénieur et industriel italien.

## Biographie
En 1893, à l'âge de seize ans, il prend la direction de l'entreprise familiale en difficulté, la Ferriere di Terni, après le suicide de son père. Bien qu'il ait hérité d'une entreprise criblée de dettes, d'obligations et d'intérêts, ses talents de gestionnaire lui ont permis de surmonter ces difficultés financières. Il peut finalement rembourser ses dettes et faire de l'entreprise un succès.
Après avoir obtenu son diplôme d'ingénieur civil en 1900, il dirige la société Ferrotaie et fonde également la société commerciale Sinigaglia-Di Porto. En 1908, à la suite du tremblement de terre de Messine, à Reggio de Calabre et à Messine, il prend en charge, en tant qu'ingénieur de service, les victimes du tremblement de terre.
En 1915, au début de l'entrée de l'Italie dans la Première Guerre mondiale, il vend sa grande et prospère entreprise d'aciérie Alti Forni e Acciaierie d'Italia Ilva  (aujourd'hui une entreprise sidérurgique prospère, Gruppo Riva).

### Service militaire
Après avoir vendu son entreprise, il s'engage dans l'armée italienne comme volontaire. Pendant son service dans l'armée italienne, il obtient une médaille d'argent et deux médailles de bronze pour bravoure. À partir de novembre 1917, il est l'aide de camp d'Armando Diaz, chef d'état-major de l'armée italienne.
En 1918, à la fin de la Première Guerre mondiale, il soutient la cause des Italiens de Fiume, devenant un leader nationaliste et l'un des premiers membres des Fasci Italiani di Combattimento.

### Mariage
En 1919, il se rapproche de son futur beau-père Teodoro Mayer pour fournir les capitaux nécessaires à la refondation de "Il Piccolo", détruit par un incendie provoqué par un pro-autrichien dans la soirée du 23 mai 1915. Sinigaglia épouse ensuite la fille de Mayer, Marcella, en 1926. Grâce à son intervention, le journal de Trieste revient à l'impression le 20 novembre 1919. Sinigaglia reste au conseil d'administration de la société d'édition jusqu'en 1927. Pendant cette période, il travaille pour le ministère italien des armes et des munitions avant de passer à la tête de la Società Finanziaria Industriale Italiana (Sofindit) et de la relier à la Banca Commerciale Italiana ; il confie à ce même établissement de crédit toutes ses participations d'État, notamment le paquet de contrôle d'Ilva. Sinigaglia travaille également avec Ernesto Manuelli et Agostino Rocca, des personnes qui ont une grande influence sur les développements ultérieurs de l'industrie sidérurgique italienne.

### Les années 1930
De 1932 à 1935, il travaille directement pour le groupe sidérurgique ILVA SpA, d'abord comme administrateur de Sofindit, puis comme Président. La communauté industrielle romaine exprime l'opinion de Sinigaglia sur la direction de l'ILVA ; selon lui, elle est trop engagée dans le profit personnel au détriment de la production de richesses, et du profit pour la communauté. Cela la rend peu compétitive et ne lui permet pas d'embaucher des travailleurs, souvent contraints d'émigrer.
Les raisons de sa démission, restent floues. Plus tard, il occupe divers postes à l'Institut de reconstruction industrielle (Istituto per la Ricostruzione Industriale - IRI) en tant que fiduciaire technique.
En 1938, en tant que juif, il est évincé de la vie publique italienne en raison des lois raciales italiennes. Pendant la Seconde Guerre mondiale, il se réfugie avec sa femme Marcella dans les Abruzzes, où il se convertit au catholicisme. Après la guerre, il rejoint la Démocratie chrétienne (Italie) et devient l'ami d'Alcide De Gasperi.

### Après la Seconde Guerre mondiale
Peut-être en raison d'un vœu fait pendant la Seconde Guerre mondiale, il cède au Vatican la société Vianini Lavori, une entreprise de fonderie centrifuge dont il est propriétaire. En 1945, il devient le premier commissaire, puis le président de Finsider, dont il s'occupe jusqu'à sa mort en 1953. Pendant son mandat de président de Finsider, il supervise et coordonne les activités financières de l'IRI. À ce titre, Sinigaglia rejette vigoureusement l'idée que l'Italie renonce à son industrie lourde et lance la reconstruction et la réhabilitation de l'industrie sidérurgique italienne, plus connue sous le nom de "plan Sinigaglia", approuvé par le gouvernement italien en 1948. En 1948, il y a trois aciéries bien construites en Italie : une à Gênes-Cornigliano (qui porte alors son nom), à Bagnoli et à Piombino. La concentration de la production dans des usines grandes et modernes permet d'aligner les coûts de la sidérurgie italienne sur ceux des industries sidérurgiques internationales. Cela a donc un impact positif sur le développement de diverses industries.

### Récompenses
En 1952, il est décoré de l'Ordre du mérite du travail.
En 1955 est construit un navire vraquier, le Oscar Sinigaglia, d'un tonnage brut de 11 249.
Le Viale Oscar Sinigaglia à Giuliano-Dalmata (quartier de Rome) porte son nom. 41° 49′ 14″ N, 12° 28′ 56″ O